# Radspitze
Die Radspitze auf der Gemarkung Seibelsdorf, nahe dem Weiler Mittelberg des Marktes Marktrodach mit einer Höhe von 678 m ü. NHN ist eine der höheren Erhebungen im Frankenwald. Der Höhenunterschied zwischen der Radspitze und dem Losnitztal ist mit 300 Höhenmetern der größte im Frankenwald.

## Geographie und Geologie
Die Radspitze liegt am südlichen Rand des Frankenwalds, an der Fränkischen Linie. 

## Radspitzturm

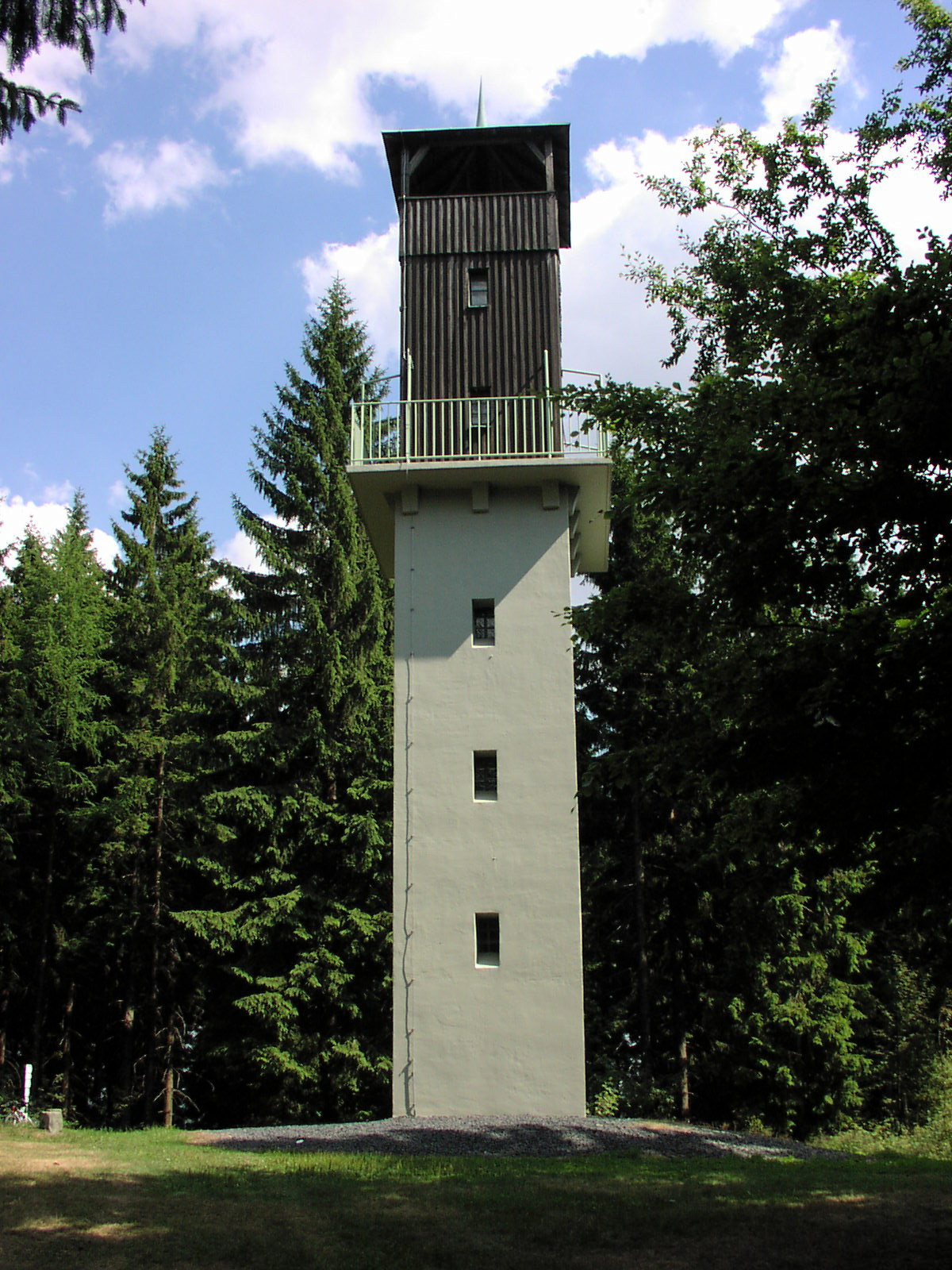
Radspitzturm

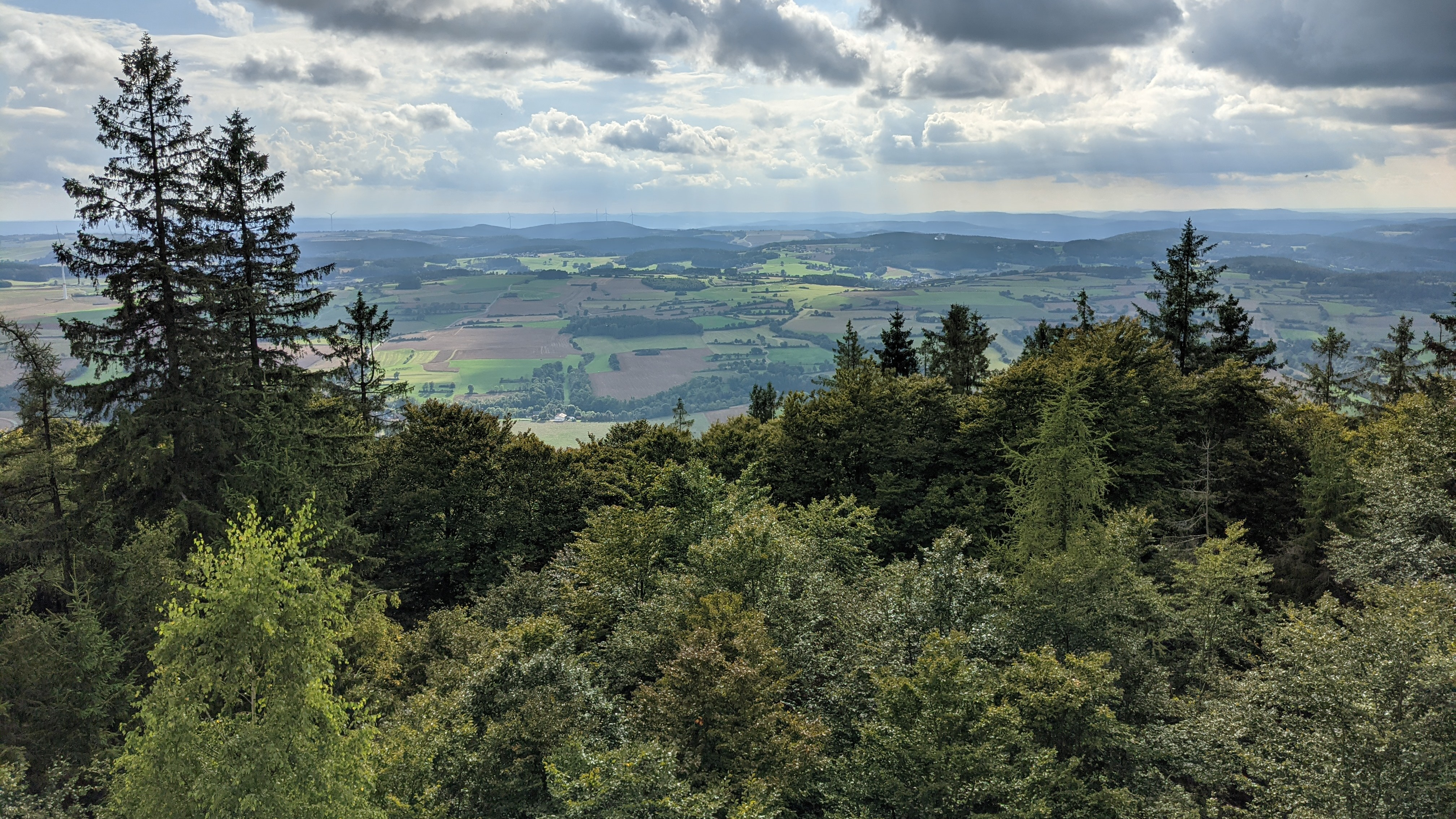
Ausblick von der oberen Plattform des Radspitzturms Richtung Westen

Auf dem Berg befindet sich der Radspitzturm, ein 20 m hoher Aussichtsturm. Er wurde 1955 von der Ortsgruppe Seibelsdorf des Frankenwaldvereins als gemauerter, 16 m hoher Turm erbaut und 1969 auf die heutige Höhe aufgestockt. Bereits Mitte des 19. Jahrhunderts befand sich auf der Radspitze ein hölzernes Signal. Ein erster hölzerner Aussichtsturm wurde 1886 errichtet, hielt der Witterung jedoch nur bis 1898 stand.

## Tourismus

### Wanderwege
Über die Radspitze verlaufen folgende Wanderwege des Frankenwaldvereins:
- Frankenweg
- Höhenweg
- Almweg
- Radspitzweg
- Kohlbach-Radspitzweg

Die gekennzeichnete Mountainbike-Route Rodachtal SÜD verläuft ebenfalls über die Radspitze.

### Wintersport
Im Winter werden um die Radspitze (zwischen Mittelberg, Oberehesberg und Geuser) Loipen für klassischen Skilanglauf und Skating-Stil gespurt.

### Freizeiteinrichtungen
- Startplatz für Gleitschirm- und Drachenflieger am südwestlichen Rand der Radspitze
- Grünberg-Kneippanlage am Fuß der Radspitze nahe Seibelsdorf

## Historische Nutzung durch Loewe-Opta
Nach dem Ende des Zweiten Weltkriegs wurde der Radspitzturm als funktechnisches Labor durch die Firma Loewe-Opta genutzt, weil der Standort eine direkte Sichtverbindung zur Entwicklungsabteilung des Unternehmens in Kronach ermöglichte. 1953 kam ein Fernsehumsetzer dazu, mit dem das Fernsehsignal des rund 200 Kilometer entfernten Fernmeldeturms am Feldberg im Taunus für Empfänger in Kronach zugänglich wurde. Mit dem Auslaufen des Pachtvertrags 1965 endete diese Nutzung.